# Ярчя Долина
Ярчя Долина (на словенски: Jarčja Dolina) е село в Словения, Горенски регион, община Жири. Според Националната статистическа служба на Република Словения през 2002 г. селото има 72 жители.